# Pachetra ravida
Pachetra ravida är en fjärilsart som beskrevs av Eugen Johann Christoph Esper. Pachetra ravida ingår i släktet Pachetra och familjen nattflyn. Inga underarter finns listade i Catalogue of Life.